# Pachycephala arctitorquis
A Pachycephala arctitorquis a madarak osztályának verébalakúak (Passeriformes) rendjébe és a légyvadászfélék (Pachycephalidae) családjába tartozó faj.

## Rendszerezése
A fajt Philip Lutley Sclater angol ügyvéd és zoológus írta le 1883-ban.

## Alfajai
- Pachycephala arctitorquis arctitorquis Sclater, 1883 - Tanimbar-szigetek
- Pachycephala arctitorquis kebirensis A. B. Meyer, 1884 - eredetileg különálló fajként írták le, a Kis-Szunda-szigetek keleti szigetei
- Pachycephala arctitorquis tianduana Hartert, 1901 - eredetileg különálló fajként írták le, Tayandu-szigetek (Új-Guineától délnyugatra) [2]

## Előfordulása
Az Indonéziához tartozó Kis-Szunda-szigetek területén honos. Természetes élőhelyei a szubtrópusi és trópusi síkvidéki esőerdők és mangroveerdők, valamint ültetvények és vidéki kertek. Állandó, nem vonuló faj.

## Megjelenése
Testhossza 14 centiméter.

## Természetvédelmi helyzete
Az elterjedési területe nem nagy, egyedszáma viszont stabil. A Természetvédelmi Világszövetség Vörös listáján nem fenyegetett fajként szerepel.